# 大津神社 (伊勢市)
大津神社（おおつじんじゃ）は、伊勢神宮豊受大神宮（外宮）の末社。外宮の宮域内にあり、北御門脇の小道沿いにある度会国御神社のさらに奥へ進んだところに鎮座する。

## 概要
三重県伊勢市豊川町の伊勢神宮外宮境内に鎮座する。外宮の末社8社のうち第7位である。
祭神は葦原神（あしはらのかみ）。もとは五十鈴川の河口にある港町の神社（かみやしろ）や大湊の守護神である。
社殿は、写真にあるように玉垣に囲まれている。賽銭箱は置かれていない。度会国御神社からおよそ50m奥に入ったところに鎮座する。大津神社の更に先には、外宮所管社の上御井神社（かみのみいのじんじゃ）が鎮座するが、立ち入ることはできない。摂社および末社は神宮式年遷宮の対象とならないため、20年に一度の建て替えは行われない。

## 歴史
創建は未詳。伊勢神宮外宮の末社は『延喜式神名帳』に記載されず当時は国家の祭祀を受けていなかったが、平安時代の初期には度会宮の所管として公認されていた神社であることから、平安時代以前には存在したと考えられる。
その後一時期、行方不明となり祭祀が断絶する。明治4年（1871年）、度会県は神祇省に度会郡王中島村（現・伊勢市御薗町王中島）の足穂神社が外宮末社の大津神社であると届け出た。この届出は住民に無断で行われたと見られ、神宮司庁が王中島村の惣代に足穂神社を大津神社に改称するよう交渉したところ争論となった。以後、度会県・神宮司庁・村方の三者で折衝が続けられ、「村内にあるのは足穂社と足穂社境内社の大水社のみであり、大津社の名は古老も聞いたことがない」という村方の主張が認められた。神宮司庁側に足穂社を大津社だと断定できるだけの証拠を有していなかったことも村方の意見が受容された要因の1つである。神宮司庁は教部省に対応を諮り、1873年（明治6年）8月に外宮宮域内に新たに社殿を設けるよう通達した。神宮司庁は同年中に現在地に社殿を建設、大津神社の祭祀を再興した。櫻井勝之進は大津神社再興に関して、以下のように私的見解を述べている。
社殿は1923年（大正12年）3月に建て替えが行われた。

## 交通
公共交通
- JR参宮線・近鉄山田線伊勢市駅南口（JR）より徒歩5分程度[9]。
- 三重交通「伊勢市駅前」バス停より徒歩5分。
- 三重交通「外宮前」バス停よりすぐ。

自家用車
- 伊勢自動車道伊勢西ICより三重県道32号伊勢磯部線（御木本道路）を北へ約5分。北御門前に434台収容の無料駐車場あり[10]。